# Peibio Clafrog
Peibio Clafrog (fl. VI secolo) figlio più giovane di re Erb del Gwent e del Glywysing (nel Galles, Inghilterra), fu il primo sovrano dell'Ergyng, territorio che prese dopo la morte del padre, attorno al 555: era la zona orientale del regno paterno e si estendeva dal fiume Monnow eastwards, coprendo la valle del Wye e gran parte dell'odierno Herefordshire.
Peibio compare in tre documenti del Libro di Llandaff, considerato attendibile da Wendy Davies, che li data al 575, 580 e 585. 
Questo re sembra aver sofferto di lebbra, da qui l'epiteto di Clafrog, il Lebbroso. A dispetto della sua malattia, Peibio sposò la figlia di re Costantino, probabilmente re Costantino della Dumnonia, da cui ebbe almeno quattro figli (Cynfyn, Gwyddgi, Cynwst & Tewdr) e una figlia (Efrddyl). 
Tornato da una vittoriosa campagna militare contro i merciani, Peibio scoprì con orrore che sua figlia, che era nubile, aspettava un bambino. Il sovrano cercò di farla giustiziare più volte, ma lei scampò sempre miracolosamente alla morte e alla fine diede alla luce suo figlio. Di fronte a ciò, il re accettò il bambino e lo baciò; in seguito la sua lebbra scomparì. Al fanciullo fu dato il nome di san Dyfrig. Una volta cresciuto, ebbe dal nonno l'intera area attorno al Madley, detta Ynys Efrddyl. Là divenne un grande predicatore del Cristianesimo. Secondo alcune leggende, che sono però confuse, Peibio sarebbe morto in battaglia attorno al 585, combattendo contro il fratello Nynnio, re del Gwent. Mentre lui era impegnato in questo scontro, l'Ergyng era stato conquistato da un signore della guerra del Penllyn, Rhita Gawr. Quest'ultimo sarà poi sconfitto sul monte Snowdon da Cynfyn, che salì così sul trono dell'Ergyng. 